# Exile (Amerikaanse band)
Exile is een Amerikaanse band.

## Geschiedenis
Exile werd in 1963 opgericht door J.P. Pennington als The Exiles. In 1973 werd de naam ingekort tot Exile. Hun grootste hitsucces kenden ze in 1978 met de single Kiss You All Over. In Nederland was de plaat op donderdag 5 oktober 1978 TROS Paradeplaat op Hilversum 3 en bereikte vervolgens de 4e positie in de TROS Top 50 en de Nederlandse Top 40. In de Nationale Hitparade werd de 7e positie bereikt. In België werd de 7e positie van de Vlaamse Radio 2 Top 30 bereikt. 
In 2013 werd Exile opgenomen in de Kentucky Music Hall of Fame.

## Discografie
| Single met hitnotering(en) in de Vlaamse Ultratop 50 | Datum van verschijnen | Datum van binnenkomst | Hoogste positie | Aantal weken | Opmerkingen |
| ---------------------------------------------------- | --------------------- | --------------------- | --------------- | ------------ | ----------- |
| Kiss You All Over                                    | 1978                  | 28-10-1978            | 7               | 11           |             |
| How Could This Go Wrong                              | 1979                  | 07-07-1979            | 24              | 2            |             |
| Heart And Soul                                       | 1981                  | 12-09-1981            | 20              | 6            |             |

| Single met eventuele hitnotering(en) in de Nederlandse Top 40 | Datum van verschijnen | Datum van binnenkomst | Hoogste positie | Aantal weken | Opmerkingen                                                 |
| ------------------------------------------------------------- | --------------------- | --------------------- | --------------- | ------------ | ----------------------------------------------------------- |
| Kiss You All Over                                             | 1978                  | 14-10-1978            | 4               | 12           | #7 in de Nationale Hitparade / TROS Paradeplaat Hilversum 3 |
| How Could This Go Wrong                                       | 1979                  | 28-07-1979            | 37              | 3            | #46 in de Nationale Hitparade                               |
| Heart And Soul                                                | 1981                  | 05-09-1981            | 30              | 5            | #37 in de Nationale Hitparade                               |

### NPO Radio 2 Top 2000
| Nummer met noteringen in de NPO Radio 2 Top 2000 | '99  | '00 | '01  | '02  | '03  | '04  | '05  | '06  | '07 | '08  | '09  | '10  |
| ------------------------------------------------ | ---- | --- | ---- | ---- | ---- | ---- | ---- | ---- | --- | ---- | ---- | ---- |
| Kiss You All Over                                | 1035 | 925 | 1130 | 1125 | 1258 | 1377 | 1508 | 1684 | -   | 1775 | 1639 | 1691 |

1. ↑  Een '-' betekent dat het nummer niet was genoteerd en een vetgedrukt getal geeft de hoogste notering aan.
2. ↑  Deze tabel is bijgewerkt tot en met de laatste editie (2024).